# Cambridge Ring
Cambridge Ring — архитектура экспериментальной локальной компьютерной сети, разработанная в Компьютерной лаборатории Кембриджского университета во второй половине 1970-х — начале 1980-х годов. Сеть использует топологию «кольцо» с теоретическим пределом в 255 узлов (хотя такое количество узлов плохо влияло на производительность), по которому циркулирует фиксированное количество пакетов. Пустые пакеты должны быть «загружены» (наполнены) данными на узле-отправителе, помечены как полученные узлом-получателем, и «разгружены» (опустошены) по возвращении к отправителю, то есть после прохождения полного кольца. В принципе отправителей могло быть одновременно столько же много сколько и пакетов. На физическом уровне сеть работала по витой паре (плюс оптоволоконная секция).
Проектом занимались Энди Хоппер, Дэвид Уилер, Морис Уилкс и Роджер Нидхем.
Компания Apple скопировала и стала использовать большую часть технических решений и незапатентованной архитектуры, переименовав её в AppleTalk.
В 2002 году Компьютерная лаборатория Кембриджского университета организовала сообщество выпускников Cambridge Computer Lab Ring, названное в память архитектуры Cambridge Ring.